# Камбат
Камбат (гуджарати ખંભાત [kʰəmˈbʱɑt]; англ. Khambhat [kɑːmˈbɑːt]), прежнее название — Камбей (англ. Cambay) — город в округе Ананд в штате Гуджарат в Индии. Расположен на побережье Аравийского моря, в эстуарии реки Махи.

## Население
Численность населения — около 100 тысяч человек (2005).

## Экономика
Торговый центр сельскохозяйственного района. Традиционное ремесленное производство (ткани, ковры, шлифовка драгоценных и полудрагоценных камней — агата, оникса, сердолика и др.). Солеварение. Центр добычи нефти в Камбейском нефтеносном бассейне.

## История
В XIV—XV веках — крупный торговый и портовый город, но из-за засорения Камбейского залива речными наносами потерял свое значение.
Около 1469 года город посетил Афанасий Никитин, упомянувший его в своих путевых записках «Хожение за три моря».
До 1948 года — столица княжества Камбей.

## Достопримечательности
Дворец навабов, мечети, руины древних городских стен.